# Canton (Dakota Południowa)
Canton – miasto w Stanach Zjednoczonych, w stanie Dakota Południowa, siedziba administracyjna hrabstwa Lincoln, położone nad rzeką Big Sioux.